# Неманци
Неманци (грч. Διπόταμος, Дипотамос) је насељено место у општини Кукуш у периферији Средишња Македонија, Грчка. Према попису из 2021. године било је 112 становника.
Према бугарском географу и историчару, Василу Канчову, у Неманцима је 1900. године живело 160 Словена хришћана и 80 Рома. Током Другог балканског рата грчка војска је запалила село а становништво је протерано. На њихово место је насељено 30 породица из Западне Тракије (тада Бугарска), које су се после Првог светског рата вратиле у своја села. Потом су насељене грчке избеличке породице из Турске. На попису из 1928. године Неманци су имали 352 становника.